# Мејплтаун (Ајова)
Мејплтаун (енгл. Mapleton) град је у америчкој савезној држави Ајова. По попису становништва из 2010. у њему је живело 1.224 становника.

## Демографија
Према попису становништва из 2010. у граду је живело 1.224 становника, што је -192 (-13.6%) становника више него 2000. године.
| Група             | 2000.         | 2010.         |
| Белци             | 1.393 (98,4%) | 1.162 (94,9%) |
| Афроамериканци    | 1 (0,1%)      | 11 (0,9%)     |
| Азијати           | 2 (0,1%)      | 2 (0,2%)      |
| Хиспаноамериканци | 8 (0,6%)      | 19 (1,6%)     |
| Укупно            | 1.416         | 1.224         |